# Rafael Ibarbia
Rafael Ibarbia   (Barcelona, 1931 - Madrid, 13 de gener de 2003) va ser un músic barceloní, director d'orquestra i pianista.
És conegut per haver treballat durant 27 anys a Televisió Espanyola, com a director musical en diferents programes i dirigint l'Orquestra de RTVE, amb la que va fer algunes gravacions. També havia dirigit els músics que acompanyaven els participants espanyols al Festival d'Eurovisió.